# Großer Preis von Italien 1980
Der Große Preis von Italien 1980 (offiziell LI Gran Premio d’Italia) fand am 14. September auf dem Autodromo Dino Ferrari in Imola statt und war das zwölfte Rennen der Automobil-Weltmeisterschaft 1980.

## Berichte

### Hintergrund
Infolge des Massenunfalls, der sich beim Grand Prix 1978 ereignet hatte und in dessen Zusammenhang Ronnie Peterson starb, wurden für die Saison 1980 am Autodromo Nazionale di Monza einige Sicherheitsmodifikationen gefordert. Sie wurden zwar rechtzeitig zum Rennen 1980 durchgeführt, doch bestand ein Vertrag mit den Betreibern des Autodromo Dino Ferrari in Imola, die bereits 1979 ein nicht zur Weltmeisterschaft zählendes Formel-1-Rennen ausgetragen hatten und nun als Ersatzveranstalter für den Grand Prix einspringen wollten. Somit fand 1980 zum ersten und bislang einzigen Mal der Große Preis von Italien nicht in Monza statt.
Als Ersatz für den weiterhin verletzten Jochen Mass engagierte Arrows den deutschen Grand-Prix-Debütanten Manfred Winkelhock.
Jody Scheckter, dem seine fehlende Motivation nach dem Gewinn der Weltmeisterschaft im Vorjahr während der gesamten Saison anzumerken war, kündigte an diesem Wochenende seinen Ausstieg aus dem Motorsport für das Ende des Jahres an.
In der Fahrerwertung führte Alan Jones mit zwei Punkten vor Nelson Piquet und mit 14 Punkten vor Carlos Reutemann. In der Konstrukteurswertung führte Williams-Ford mit 25 Punkten vor Ligier-Ford und mit 35 Punkten vor Brabham-Ford.

### Training
Winkelhock kollidierte während des ersten Trainings mit dem Lotus 81 von Nigel Mansell. Obwohl beide Piloten am zweiten Qualifikationstraining am Samstag mit reparierten Fahrzeugen beziehungsweise ihren T-Cars teilnahmen, konnten sie sich nicht für das Rennen qualifizieren.
Da die Motorleistung auf dem Kurs von Imola eine entscheidendere Rolle spielte als die Aerodynamik, qualifizierten sich die beiden Renault-Piloten René Arnoux und Jean-Pierre Jabouille erwartungsgemäß für die erste Startreihe. Reutemann auf Williams und Alfa-Romeo-Pilot Bruno Giacomelli bildeten die zweite Reihe vor Piquet und dem in der WM-Wertung führenden Jones.
Während des Trainings testete Gilles Villeneuve einen turbogetriebenen Ferrari mit der Bezeichnung 126C, der sich jedoch als noch nicht konkurrenzfähig erwies.

### Rennen
Am Start übernahm Reutemann zwar sofort die Führung, fiel jedoch nach wenigen Metern mit Kupplungsproblemen auf den letzten Platz zurück. So beendeten die beiden Renault-Piloten Arnoux und Jabouille die erste Runde auf den Positionen, von denen sie gestartet waren, gefolgt von Piquet und Giacomelli.
In der dritten Runde ging zunächst Jabouille an seinem Teamkollegen vorbei in Führung. Nur einen Umlauf später lag Piquet an der Spitze, nachdem er beide Renault überholt hatte.
In der sechsten Runde hatte Villeneuve einen spektakulären Unfall infolge eines Reifenschadens vor der Tosa-Kurve. Der Ferrari wurde nach einem heftigen Einschlag in die Leitplanken auf die Strecke zurückgeschleudert. Villeneuve entkam unverletzt, da das Monocoque im Gegensatz zum Rest des Wagens unzerstört blieb. Giacomelli musste das Rennen mit einem Reifenschaden nach dem Überfahren von Trümmerteilen aufgeben. Der Streckenabschnitt, in dem sich der Unfall ereignete, wurde später nach Villeneuve benannt.
Nachdem Jones in der zwölften Runde Arnoux überholt hatte, übernahm er in der 29. Runde den zweiten Rang von dessen Teamkollegen Jabouille. Da sein härtester Konkurrent im Kampf um die Weltmeisterschaft, Piquet, jedoch uneinholbar vorn lag, reichte der zweite Platz nicht aus, um die Führung in der WM-Tabelle zu verteidigen.
Da beide Renault infolge technischer Probleme ihre Punkteplatzierungen nicht bis ins Ziel halten konnten, erreichte Reutemann den dritten Platz vor Elio de Angelis, Keke Rosberg und Didier Pironi.

## Meldeliste
| Team                          | Nr. | Fahrer                | Chassis        | Motor                    | Reifen |
| ----------------------------- | --- | --------------------- | -------------- | ------------------------ | ------ |
| Scuderia Ferrari SpA SEFAC    | 01  | Jody Scheckter        | Ferrari 312T5  | Ferrari 015 3.0 F12      | M      |
| Scuderia Ferrari SpA SEFAC    | 02  | Gilles Villeneuve     | Ferrari 312T5  | Ferrari 015 3.0 F12      | M      |
| Candy Tyrrell Team            | 03  | Jean-Pierre Jarier    | Tyrrell 010    | Ford Cosworth DFV 3.0 V8 | G      |
| Candy Tyrrell Team            | 04  | Derek Daly            | Tyrrell 010    | Ford Cosworth DFV 3.0 V8 | G      |
| Parmalat Racing Team          | 05  | Nelson Piquet         | Brabham BT49   | Ford Cosworth DFV 3.0 V8 | G      |
| Parmalat Racing Team          | 06  | Héctor Rebaque        | Brabham BT49   | Ford Cosworth DFV 3.0 V8 | G      |
| Marlboro Team McLaren         | 07  | John Watson           | McLaren M29C   | Ford Cosworth DFV 3.0 V8 | G      |
| Marlboro Team McLaren         | 08  | Alain Prost           | McLaren M30    | Ford Cosworth DFV 3.0 V8 | G      |
| Team ATS                      | 09  | Marc Surer            | ATS D4         | Ford Cosworth DFV 3.0 V8 | G      |
| Team Essex Lotus              | 11  | Mario Andretti        | Lotus 81       | Ford Cosworth DFV 3.0 V8 | G      |
| Team Essex Lotus              | 12  | Elio de Angelis       | Lotus 81       | Ford Cosworth DFV 3.0 V8 | G      |
| Team Essex Lotus              | 43  | Nigel Mansell         | Lotus 81B      | Ford Cosworth DFV 3.0 V8 | G      |
| Unipart Racing Team           | 14  | Jan Lammers           | Ensign N180    | Ford Cosworth DFV 3.0 V8 | G      |
| Unipart Racing Team           | 41  | Geoff Lees            | Ensign N180    | Ford Cosworth DFV 3.0 V8 | G      |
| Équipe Renault Elf            | 15  | Jean-Pierre Jabouille | Renault RE20   | Renault EF1 1.5 V6t      | M      |
| Équipe Renault Elf            | 16  | René Arnoux           | Renault RE20   | Renault EF1 1.5 V6t      | M      |
| Skol Fittipaldi Team          | 20  | Emerson Fittipaldi    | Fittipaldi F8  | Ford Cosworth DFV 3.0 V8 | G      |
| Skol Fittipaldi Team          | 21  | Keke Rosberg          | Fittipaldi F8  | Ford Cosworth DFV 3.0 V8 | G      |
| Marlboro Team Alfa Romeo      | 22  | Vittorio Brambilla    | Alfa Romeo 179 | Alfa Romeo 1260 3.0 V12  | G      |
| Marlboro Team Alfa Romeo      | 23  | Bruno Giacomelli      | Alfa Romeo 179 | Alfa Romeo 1260 3.0 V12  | G      |
| Équipe Ligier Gitanes         | 25  | Didier Pironi         | Ligier JS11/15 | Ford Cosworth DFV 3.0 V8 | G      |
| Équipe Ligier Gitanes         | 26  | Jacques Laffite       | Ligier JS11/15 | Ford Cosworth DFV 3.0 V8 | G      |
| Albilad-Williams Racing Team  | 27  | Alan Jones            | Williams FW07B | Ford Cosworth DFV 3.0 V8 | G      |
| Albilad-Williams Racing Team  | 28  | Carlos Reutemann      | Williams FW07B | Ford Cosworth DFV 3.0 V8 | G      |
| Warsteiner Arrows Racing Team | 29  | Riccardo Patrese      | Arrows A3      | Ford Cosworth DFV 3.0 V8 | G      |
| Warsteiner Arrows Racing Team | 30  | Manfred Winkelhock    | Arrows A3      | Ford Cosworth DFV 3.0 V8 | G      |
| Osella Squadra Corse          | 31  | Eddie Cheever         | Osella FA1B    | Ford Cosworth DFV 3.0 V8 | G      |
| RAM/Penthouse Rizla Racing    | 50  | Rupert Keegan         | Williams FW07B | Ford Cosworth DFV 3.0 V8 | G      |

## Klassifikationen

### Qualifying
| Pos. | Fahrer                | Konstrukteur    | Qualifikationstraining 1 | Qualifikationstraining 1 | Qualifikationstraining 2 | Qualifikationstraining 2 | Start |
| Pos. | Fahrer                | Konstrukteur    | Zeit                     | Ø-Geschwindigkeit        | Zeit                     | Ø-Geschwindigkeit        | Start |
| ---- | --------------------- | --------------- | ------------------------ | ------------------------ | ------------------------ | ------------------------ | ----- |
| 01   | René Arnoux           | Renault         | 1:34,759                 | 189,956 km/h             | 1:33,988                 | 191,514 km/h             | 01    |
| 02   | Jean-Pierre Jabouille | Renault         | 1:34,339                 | 190,801 km/h             | 1:34,411                 | 190,656 km/h             | 02    |
| 03   | Carlos Reutemann      | Williams-Ford   | 1:35,471                 | 188,539 km/h             | 1:34,686                 | 190,102 km/h             | 03    |
| 04   | Bruno Giacomelli      | Alfa Romeo      | 1:35,082                 | 189,310 km/h             | 1:34,912                 | 189,649 km/h             | 04    |
| 05   | Nelson Piquet         | Brabham-Ford    | 1:35,414                 | 188,652 km/h             | 1:34,960                 | 189,553 km/h             | 05    |
| 06   | Alan Jones            | Williams-Ford   | 1:35,177                 | 189,121 km/h             | 1:35,109                 | 189,257 km/h             | 06    |
| 07   | Riccardo Patrese      | Arrows-Ford     | 1:36,495                 | 186,538 km/h             | 1:35,618                 | 188,249 km/h             | 07    |
| 08   | Gilles Villeneuve     | Ferrari         | 1:36,350                 | 186,819 km/h             | 1:35,751                 | 187,988 km/h             | 08    |
| 09   | Héctor Rebaque        | Brabham-Ford    | 1:36,700                 | 186,143 km/h             | 1:35,872                 | 187,750 km/h             | 09    |
| 10   | Mario Andretti        | Lotus-Ford      | 1:36,511                 | 186,507 km/h             | 1:36,084                 | 187,336 km/h             | 10    |
| 11   | Keke Rosberg          | Fittipaldi-Ford | 1:37,136                 | 185,307 km/h             | 1:36,091                 | 187,322 km/h             | 11    |
| 12   | Jean-Pierre Jarier    | Tyrrell-Ford    | 1:38,007                 | 183,660 km/h             | 1:36,181                 | 187,147 km/h             | 12    |
| 13   | Didier Pironi         | Ligier-Ford     | 1:36,444                 | 186,637 km/h             | 1:36,422                 | 186,679 km/h             | 13    |
| 14   | John Watson           | McLaren-Ford    | 1:37,388                 | 184,828 km/h             | 1:36,450                 | 186,625 km/h             | 14    |
| 15   | Emerson Fittipaldi    | Fittipaldi-Ford | 1:38,162                 | 183,370 km/h             | 1:36,758                 | 186,031 km/h             | 15    |
| 16   | Jody Scheckter        | Ferrari         | 1:36,827                 | 185,899 km/h             | 1:37,571                 | 184,481 km/h             | 16    |
| 17   | Eddie Cheever         | Osella-Ford     | 1:37,931                 | 183,803 km/h             | 1:36,884                 | 185,789 km/h             | 17    |
| 18   | Elio de Angelis       | Lotus-Ford      | 1:37,722                 | 184,196 km/h             | 1:36,919                 | 185,722 km/h             | 18    |
| 19   | Vittorio Brambilla    | Alfa Romeo      | 1:37,488                 | 184,638 km/h             | 1:36,929                 | 185,703 km/h             | 19    |
| 20   | Jacques Laffite       | Ligier-Ford     | 1:36,972                 | 185,621 km/h             | 1:37,306                 | 184,983 km/h             | 20    |
| 21   | Rupert Keegan         | Williams-Ford   | 1:37,848                 | 183,959 km/h             | 1:37,169                 | 185,244 km/h             | 21    |
| 22   | Derek Daly            | Tyrrell-Ford    | 1:37,683                 | 184,270 km/h             | 1:37,215                 | 185,157 km/h             | 22    |
| 23   | Marc Surer            | ATS-Ford        | 1:38,509                 | 182,724 km/h             | 1:37,270                 | 185,052 km/h             | 23    |
| 24   | Alain Prost           | McLaren-Ford    | 1:37,284                 | 185,025 km/h             | 1:37,541                 | 184,538 km/h             | 24    |
| DNQ  | Nigel Mansell         | Lotus-Ford      | keine Zeit               | –                        | 1:37,661                 | 184,311 km/h             | –     |
| DNQ  | Manfred Winkelhock    | Arrows-Ford     | keine Zeit               | –                        | 1:38,212                 | 183,277 km/h             | –     |
| DNQ  | Jan Lammers           | Ensign-Ford     | 1:41,800                 | 176,817 km/h             | 1:38,215                 | 183,271 km/h             | –     |
| DNQ  | Geoff Lees            | Ensign-Ford     | 1:38,745                 | 182,288 km/h             | 1:38,451                 | 182,832 km/h             | –     |

### Rennen
| Pos. | Fahrer                | Konstrukteur    | Runden | Stopps | Zeit       | Start | Schnellste Runde |
| ---- | --------------------- | --------------- | ------ | ------ | ---------- | ----- | ---------------- |
| 01   | Nelson Piquet         | Brabham-Ford    | 60     | 0      | 1:38:07,52 | 05    | 1:36,31          |
| 02   | Alan Jones            | Williams-Ford   | 60     | 0      | + 28,93    | 06    | 1:36,089         |
| 03   | Carlos Reutemann      | Williams-Ford   | 60     | 0      | + 1:13,67  | 03    | 1:36,65          |
| 04   | Elio de Angelis       | Lotus-Ford      | 59     | 0      | + 1 Runde  | 18    | 1:37,64          |
| 05   | Keke Rosberg          | Fittipaldi-Ford | 59     | 0      | + 1 Runde  | 11    | 1:37,00          |
| 06   | Didier Pironi         | Ligier-Ford     | 59     | 0      | + 1 Runde  | 13    | 1:37,59          |
| 07   | Alain Prost           | McLaren-Ford    | 59     | 0      | + 1 Runde  | 24    | 1:37,78          |
| 08   | Jody Scheckter        | Ferrari         | 59     | 0      | + 1 Runde  | 16    | 1:38,46          |
| 09   | Jacques Laffite       | Ligier-Ford     | 59     | 0      | + 1 Runde  | 20    | 1:38,59          |
| 10   | René Arnoux           | Renault         | 58     | 0      | + 2 Runden | 01    | 1:38,31          |
| 11   | Rupert Keegan         | Williams-Ford   | 58     | 0      | + 2 Runden | 21    | 1:38,82          |
| 12   | Eddie Cheever         | Osella-Ford     | 57     | 1      | + 3 Runden | 17    | 1:38,36          |
| 13   | Jean-Pierre Jarier    | Tyrrell-Ford    | 54     | 0      | DNF        | 12    | 1:37,99          |
| –    | Jean-Pierre Jabouille | Renault         | 53     | 0      | DNF        | 02    | 1:36,45          |
| –    | Marc Surer            | ATS-Ford        | 45     | 0      | DNF        | 23    | 1:39,41          |
| –    | Mario Andretti        | Lotus-Ford      | 40     | 0      | DNF        | 10    | 1:38,17          |
| –    | Riccardo Patrese      | Arrows-Ford     | 38     | 0      | DNF        | 07    | 1:38,43          |
| –    | Derek Daly            | Tyrrell-Ford    | 33     | 0      | DNF        | 22    | 1:39,74          |
| –    | John Watson           | McLaren-Ford    | 20     | 0      | DNF        | 14    | 1:38,59          |
| –    | Héctor Rebaque        | Brabham-Ford    | 18     | 0      | DNF        | 09    | 1:38,47          |
| –    | Emerson Fittipaldi    | Fittipaldi-Ford | 17     | 0      | DNF        | 15    | 1:39,58          |
| –    | Gilles Villeneuve     | Ferrari         | 5      | 0      | DNF        | 08    | 1:39,86          |
| –    | Bruno Giacomelli      | Alfa Romeo      | 5      | 0      | DNF        | 04    | 1:39,78          |
| –    | Vittorio Brambilla    | Alfa Romeo      | 4      | 0      | DNF        | 19    | 1:42,24          |

## WM-Stände nach dem Rennen
Die ersten sechs des Rennens bekamen 9, 6, 4, 3, 2 bzw. 1 Punkt(e). Es zählten nur die besten fünf Ergebnisse aus den ersten sieben Rennen und die besten fünf Ergebnisse aus den letzten sieben Rennen. In der Konstrukteurswertung wurden alle Resultate gewertet.

### Fahrerwertung
| Pos. | Fahrer                | Konstrukteur    | Punkte |
| ---- | --------------------- | --------------- | ------ |
| 01   | Nelson Piquet         | Brabham-Ford    | 54     |
| 02   | Alan Jones            | Williams-Ford   | 53     |
| 03   | Carlos Reutemann      | Williams-Ford   | 37     |
| 04   | Jacques Laffite       | Ligier-Ford     | 32     |
| 05   | René Arnoux           | Renault         | 29     |
| 06   | Didier Pironi         | Ligier-Ford     | 24     |
| 07   | Elio de Angelis       | Lotus-Ford      | 10     |
| 08   | Jean-Pierre Jabouille | Renault         | 9      |
| 09   | Riccardo Patrese      | Arrows-Ford     | 7      |
| 10   | Derek Daly            | Tyrrell-Ford    | 6      |
| 11   | Jean-Pierre Jarier    | Tyrrell-Ford    | 6      |
| 12   | Keke Rosberg          | Fittipaldi-Ford | 6      |
| 13   | Emerson Fittipaldi    | Fittipaldi-Ford | 5      |
| 14   | Alain Prost           | McLaren-Ford    | 5      |
| 15   | Jochen Mass           | Arrows-Ford     | 4      |
| 16   | Bruno Giacomelli      | Alfa Romeo      | 4      |

| Pos. | Fahrer              | Konstrukteur              | Punkte |
| ---- | ------------------- | ------------------------- | ------ |
| 17   | Gilles Villeneuve   | Ferrari                   | 4      |
| 18   | John Watson         | McLaren-Ford              | 3      |
| 19   | Jody Scheckter      | Ferrari                   | 2      |
| 20   | Mario Andretti      | Lotus-Ford                | 0      |
| 21   | Ricardo Zunino      | Brabham-Ford              | 0      |
| 22   | Marc Surer          | ATS-Ford                  | 0      |
| 23   | Héctor Rebaque      | Brabham-Ford              | 0      |
| 24   | Clay Regazzoni      | Ensign-Ford               | 0      |
| 25   | Rupert Keegan       | Williams-Ford             | 0      |
| 26   | Jan Lammers         | ATS-Ford / Ensign-Ford    | 0      |
| 27   | Eddie Cheever       | Osella-Ford               | 0      |
| 28   | Geoff Lees          | Shadow-Ford / Ensign-Ford | 0      |
| –    | Patrick Depailler † | Alfa Romeo                | 0      |
| –    | Tiff Needell        | Ensign-Ford               | 0      |
| –    | Nigel Mansell       | Lotus-Ford                | 0      |
| –    | Vittorio Brambilla  | Alfa Romeo                | 0      |

### Konstrukteurswertung
| Pos. | Konstrukteur    | Punkte |
| ---- | --------------- | ------ |
| 01   | Williams-Ford   | 90     |
| 02   | Ligier-Ford     | 56     |
| 03   | Brabham-Ford    | 54     |
| 04   | Renault         | 38     |
| 05   | Tyrrell-Ford    | 12     |
| 06   | Arrows-Ford     | 11     |
| 07   | Fittipaldi-Ford | 11     |
| 08   | Lotus-Ford      | 10     |

| Pos. | Konstrukteur | Punkte |
| ---- | ------------ | ------ |
| 09   | McLaren-Ford | 8      |
| 10   | Ferrari      | 6      |
| 11   | Alfa Romeo   | 4      |
| 12   | ATS-Ford     | 0      |
| 13   | Ensign-Ford  | 0      |
| 13   | Shadow-Ford  | 0      |
| –    | Osella-Ford  | 0      |